# 테이팩스
주식회사 테이팩스(Tapex)는 대한민국의 2차전지용 특수 소재 테이프 제조 기업이다.

## 본점 및 지점 현황
- 본점: 경기도 수원시 영통구 대학4로 17 에이스광교타워 812호
- 양감사업장: 경기도 화성시 양감면 초록로 532번길 62-16
- 팔탄사업장: 경기도 화성시 팔탄면 고주동방길 39
- 항남사업장: 경기도 화성시 향남읍 만년로 108
- 새만금공장: 전북특별자치도 군산시 새만금산단1로 66(오식도동

## 내용주
1. ↑  등기 상